# Valle de M'Zab
El valle de M'zab, llamado comúnmente M'zab (en tamzabit: Aghlan, y en árabe: مزاب), es un oasis situado en el wilayato de Ghardaïa, a unos 600 km al sur de Argel, en Argelia. Sus habitantes son llamados mozabitas, un pueblo bereber cuya lengua es el tamzabit, una variante del tamazight.
El M'zab es Patrimonio de la Humanidad de la Unesco desde 1982.

## Geografía
El M'zab se encuentra en el norte del desierto del Sahara. Es una meseta rocosa y árida de entre 300 y 800 m de altitud, atravesada por el valle formado por el río M'zab (Oued o Wab M'zab) de noroeste a sureste.
El valle tiene 20 km de largo por un máximo de 2 km de ancho. En 2001, su población era de 160.000 habitantes, 50.000 de ellos en las 5 ciudades antiguas (ksours).
Gardaïa tiene un aeropuerto, el aeropuerto Noumerat-Moufdi Zakaria (GHA).

## Descripción
Cada pueblo amurallado se ha desarrollado en una loma, alrededor de una mezquita que servía de atalaya, con construcciones dispuestas en círculos concéntricos. Tradicionalmente, los mozabitas viven en casas individuales sin aperturas al exterior y organizadas alrededor de un patio central. En el valle cubierto de palmerales que se extiende al pie de las ciudades, se han extendido las barriadas modernas, que empezaron a ser construidas durante la época colonial francesa.
Sencilla, funcional y perfectamente adaptada al entorno, la arquitectura de los pueblos mozabitas fue diseñada para una comunidad activa estructurada en núcleos familiares.
Hoy en día es una fuente de inspiración para los expertos en planificación urbanística.

## Cultura

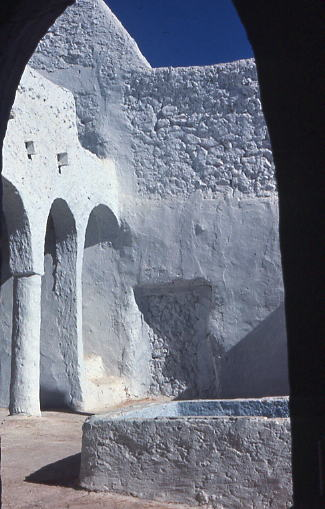
Interior de una casa en Beni Isguen.

La sociedad del M'zab está fuertemente cohesionada en torno a su religión, el ibadismo, y a su lengua, el tamzabit. Aunque desde hace al menos un siglo otras etnias se han instalado progresivamente en la región (nómadas, árabes y subsaharianos), el 60% de la población del valle es mozabí ibadí.
Un complejo sistema de irrigación ancestral abastece de agua las ciudades, los huertos y los palmerales. Se basa en un planteamento científico de la distribución del agua y la construcción de presas, siguiendo estrictamente un código complicado.

## Historia
La comunidad del M'zab fue fundada por los ibadíes rostomitas en el siglo X, que buscaban un refugio aislado donde preservar su religión después de que la capital de su reino, Tiaret, fuese destruida por los fatimíes en 933. Crearon cinco ciudades fortificadas (ksour) que aún permanecen intactas en este singular paraje del desierto del Sahara. Por ello el M'zab es llamado tradicionalmente la Pentápolis. La primera fue El Atteuf, fundada alrededor de 1012. Las cinco ciudadelas originales son:
- Ghardaïa  (Tagherdayt), la ciudad principal
- Beni Isguen (At Isjen)
- Melika (At Mlishet)
- Bounoura (At Bunur)
- El Atteuf (Tajnint)

Más adelante se levantaron otras dos ciudades, situadas más al norte y fuera del valle, aunque cultural y políticamente pertenecen al M'zab:
- Berianne
- El Guerrara

Del siglo XIV al siglo XVI, el M'zab perteneció al reino zianí.
A partir del siglo XVIII, el M'zab se confirmó como un importante cruce de las rutas comerciales que unían los países subsaharianos con el norte de Argelia, y de Libia con Marruecos. Las mercancías eran la sal, los dátiles, el marfil, el oro y las armas. El M'zab era también un importante centro de tránsito del comercio de esclavos.
A lo largo de los siglos, varios pueblos nómadas arabófonos se han instalado en el valle. Los de religión makelí, como los Beni merzoug y los M'dabih, se fijaron en Ghardaïa. Los Chaâmba, procedentes de la cercana Metlili, se establecieron en Melika gracias a un acuerdo firmado con los habitantes de la ciudad en 1317. Los Mekhadma constituyeron comunidades reducidas en Bounoura y El Atteuf.
Después de la toma de Laghouat por los franceses, la federación de las siete ciudades mozabíes firmó en 1853 un tratado que les garantizaba cierta autonomía a cambio del pago de una cantidad anual. Pero bajo la excusa de las frecuentes incursiones nómadas en el valle, las tropas francesas anexionaron el M'zab en 1882.
Cuando Argelia se independizó de Francia en 1962, la comunidad judía mozabita que llevaba siglos en el valle se exilió a Francia.

## Economía
La artesanía tradicional sigue prosperando, destacándose la fabricación de alfombras, el trabajo del cuero y la alfarería. Pero la actividad principal que desde hace siglos ha caracterizado siempre a los mozabitas ha sido el comercio, fundamentalmente dirigido hacia las ciudades del norte de Argelia y hacia Túnez.
Más recientemente, el descubrimiento de amplios campos petrolíferos y de gas a un centenar de kilómetros del M'zab ha dado un nuevo impulso a su economía. Nuevas empresas se crearon ofreciendo todo tipo de servicios y abastecimientos, así como empresas especializadas en la construcción y en suministros industriales. La industria emplea al 17 % de la población de Ghardaïa.

## Galería

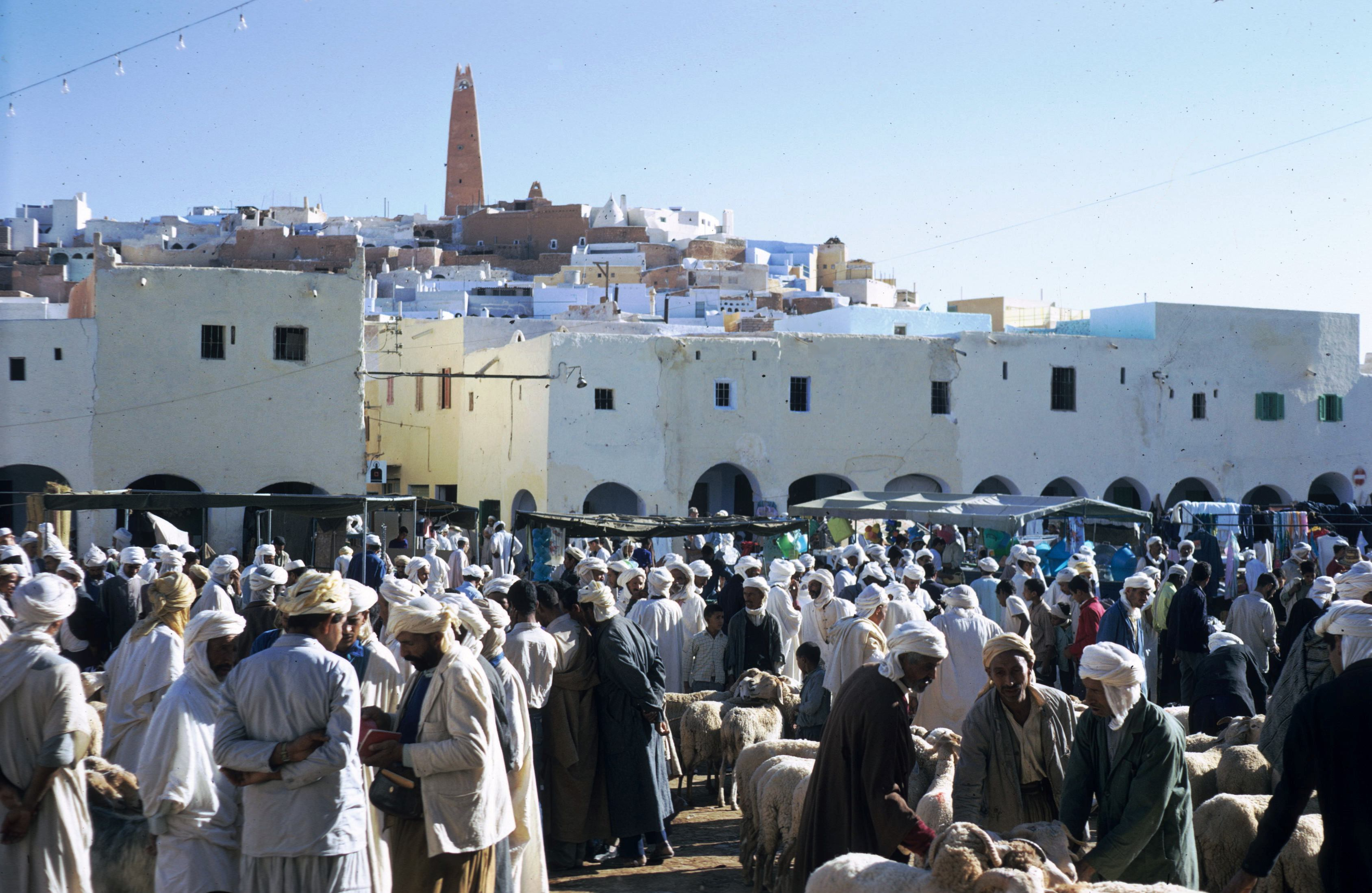
Ghardaia vista desde la plaza del mercado en 1970.
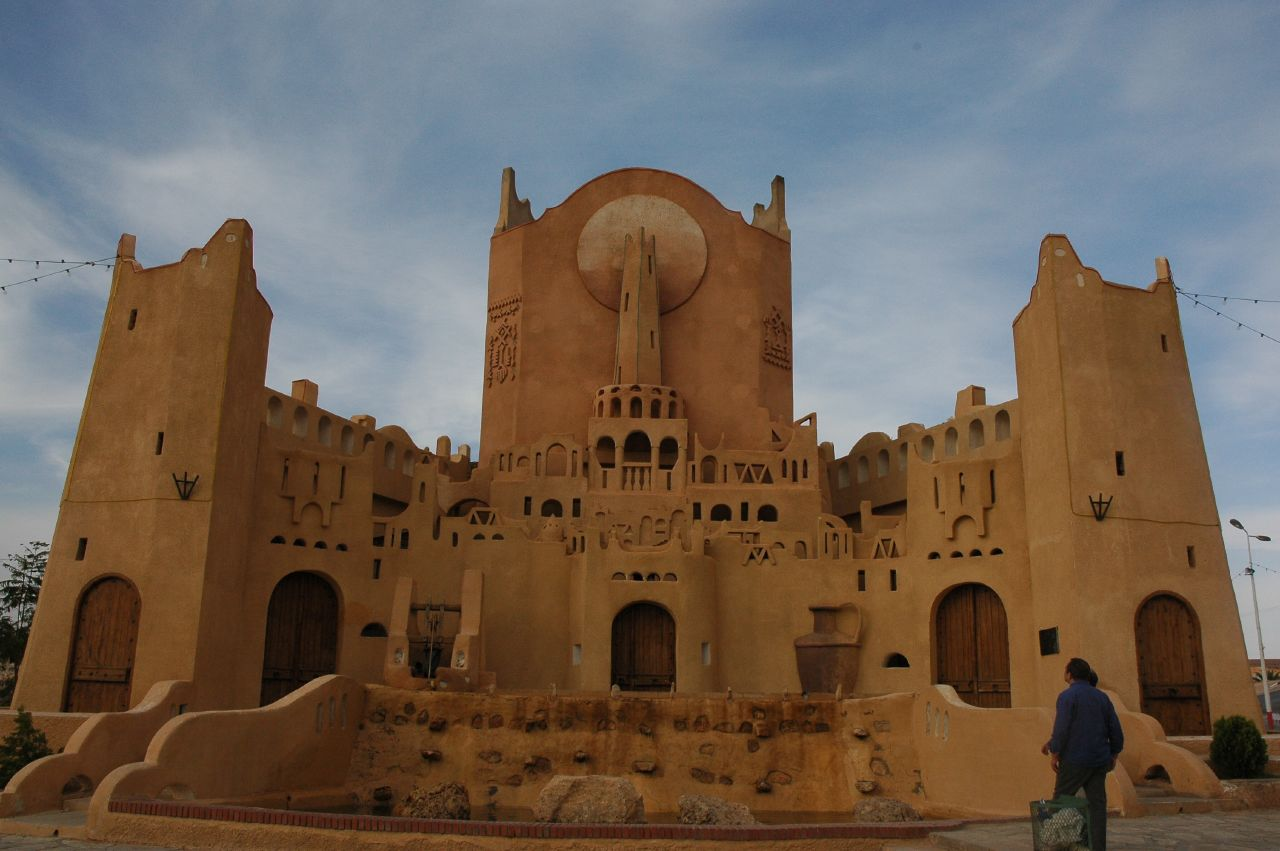
Monumento en Ghardaia.
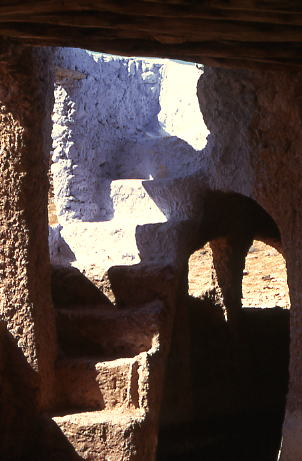
Mezquita en El Atteuf.
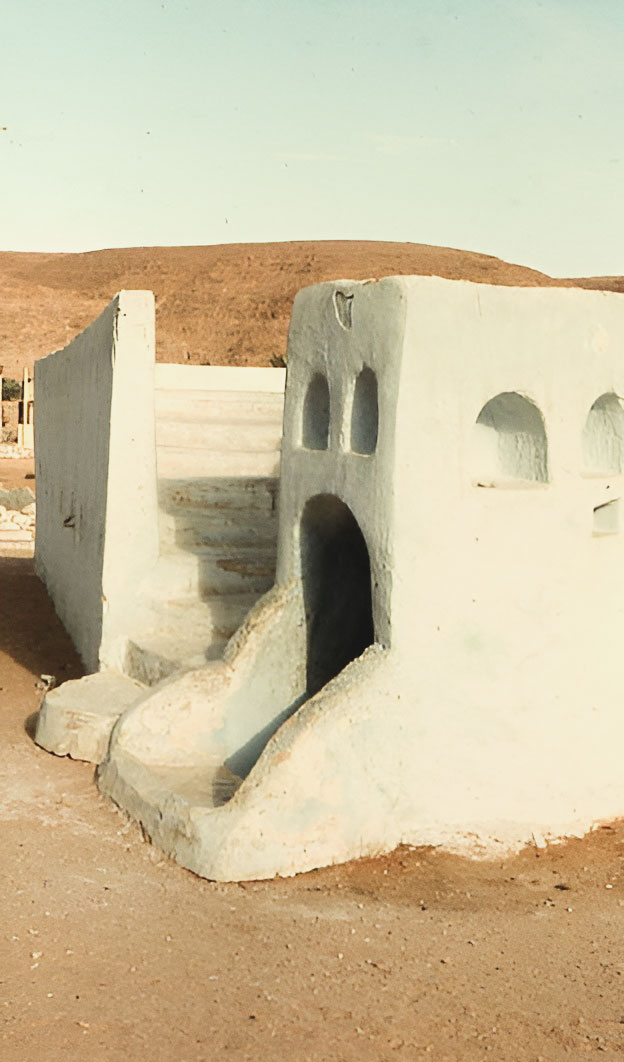
Mezquita en Ghardaia.
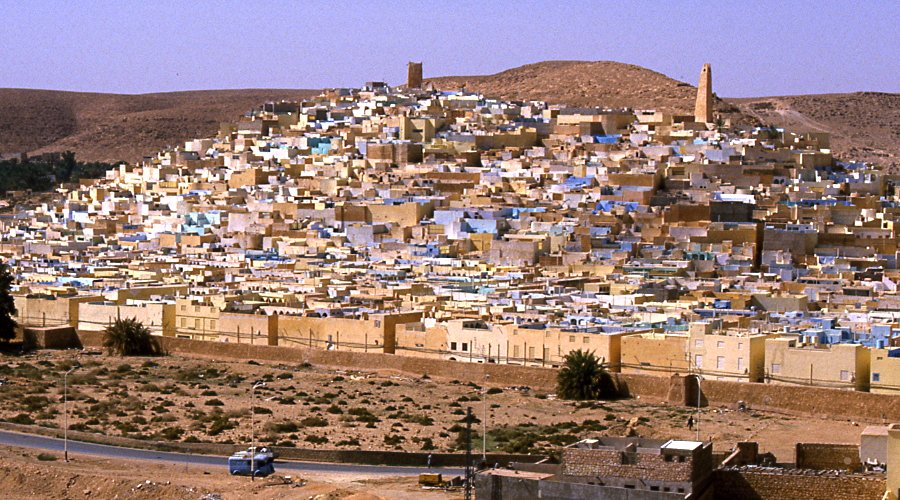
Vista de Beni Izguen.